# August Wicander
August Wicander, född 9 juli 1836 i Nybble, Vintrosa socken, död 21 maj 1891 i Stockholm. var en svensk industriman.

## Biografi
August Wicander var huvudman i den svenska företagarsläkten Wicander och grundare av Wicanders korkfabrik där han var först i världen med att mekanisera tillverkningen av buteljkork. Han startade fabriker i bl. a. Stockholm, Åbo och Libau (Lettland).
Åren 1880-88 var Wicander ledamot av Stockholms stadsfullmäktige.
August Wikander är far till Hjalmar Wicander, som efterträdde honom i företagets ledning.Wicander ligger begravd på Norra begravningsplatsen i Stockholm.